# Dieter Philipp (Verbandsfunktionär)
Dieter Philipp (* 18. September 1943 in Aachen) ist ein deutscher Verbandsfunktionär. Er war bis zum 30. April 2020 Präsident der Handwerkskammer Aachen und ist Ehrenpräsident des Zentralverbandes des Deutschen Handwerks (ZDH) und der Handwerkskammer Aachen.

## Leben und Wirken
Dieter Philipp wurde im Aachener Stadtteil Burtscheid als Sohn des Malermeisters Emil Philipp geboren. Er absolvierte ab 1958 im väterlichen Betrieb ebenfalls eine Ausbildung zum Maler und Lackierer und besuchte außerdem die Kaufmännische Abendschule in Aachen. Anschließend belegte er ab 1961 an der Werkkunstschule Aachen Abendkurse in Gestalten und Kunst. Schließlich legte er im Jahr 1965 seine Meisterprüfung ab und machte sich 1975 zusammen mit seinem Bruder Karl Emil in Form einer OHG selbstständig. Dabei wurde das bisherige Leistungsspektrum neben den üblichen Aufträgen um die Bereiche Denkmalpflege und Restaurierung im Malerhandwerk erweitert. Wiederum zehn Jahre später gründete Dieter Philipp nach Erlangung der Qualifikation als Restaurator ein Handelsunternehmen für Innenausstattungen.
Dieter Philipp begann schon früh, sich in der Innung der Maler und Lackierer auf vielfältige Weise zu engagieren. Nach einigen Jahren als Lehrlingswart übernahm er von 1968 bis 1975 den Vorsitz des Gesellenprüfungsausschusses. Von 1975 bis 1986 gehörte er dann der Innung als stellvertretender Obermeister und zugleich bis 1993 als stellvertretendes Mitglied des Meisterprüfungsausschusses an.
Darüber hinaus bemühte sich Philipp besonders um die Verbesserung der Qualität der Ausbildung aller Berufe im Handwerk und gehörte aus diesen Beweggründen im Jahr 1981 zu den Gründungsmitgliedern des Arbeitskreises Junger Handwerker (AJH) im Bezirk Aachen der Handwerkskammer Aachen, dessen Vorsitz er dann auch bis 1985 übernommen hatte und der seit 1998 den AJH-Handwerkspreis für besondere und außergewöhnliche Handwerksleistungen vergibt. Ferner gehörte Philipp bereits seit 1983 als Mitglied sowie alternierender Vorsitzender auch dem Berufsbildungsausschuss der HWK an. 
Mitte der 1980er Jahre wurde er zum stellvertretenden Vorsitzenden der HWK Aachen gewählt und engagierte sich zugleich für die CDU in der Aachener Kommunalpolitik. In der Wahlperiode von 1989 bis 1994 bekleidete er in der Amtszeit von Oberbürgermeister Jürgen Linden (SPD) das Amt des Bürgermeisters der Stadt Aachen. 
Schließlich trat Philipp 1994 die Nachfolge von Anton Immendorf als Präsident der Handwerkskammer Aachen an und bekleidete bis 2020 ununterbrochen diese Position. Im Frühjahr 2020 trat er von diesem Amt zurück und wurde zum Ehrenpräsidenten der Kammer gewählt. Zudem bekleidete er von 1995 bis 1997 das Amt des stellvertretenden Vorsitzenden des Westdeutschen Handwerkskammertags. Darüber hinaus wurde Philipp bereits am 26. November 1996 auf dem Deutschen Handwerkstag in Freiburg im Breisgau in der Nachfolge von Heribert Späth zum Präsidenten des Zentralverbandes des deutschen Handwerks gewählt und übergab dieses Amt nach drei Amtsperioden am 19. Januar 2005 an seinen Nachfolger Otto Kentzler. 
In seiner Funktion als ZDH-Präsident unterstützte Philipp die Gründung der Arbeitsgemeinschaft Mittelstand und trat für eine mittelstandsgerechte Steuerreform ein, sorgte für eine enge Einbindung des Handwerks in den Kreis der Spitzenverbände der deutschen Wirtschaft und setzte sich im Bündnis für Arbeit entschieden gegen die Frühverrentung ein. Allerdings war er als ZDH-Präsident nicht ganz unumstritten, machte man ihn doch unter anderem für eine gewisse Verhinderungs- und Blockadehaltung bei den Besprechungen zur Handwerksrechtsnovelle der Handwerksordnung im Jahre 2003 sowie ein Jahr später für den Konkurs des Internetportals Handwerk.de mit verantwortlich. Dennoch wurde Philipp nach seinem Ausscheiden aus dem ZDH für seine Gesamtleistung zum Ehrenpräsidenten des ZDHs ernannt.
Privat blieb Dieter Philipp stets dem Familienunternehmen verbunden, welches von seinem Sohn Marcel Philipp, ebenfalls ausgebildet als Restaurator im Malerhandwerk, ab 1996 in dritter Generation als geschäftsführender Gesellschafter weitergeführt wurde. Diese Tätigkeit ließ Marcel Philipp jedoch ruhen, nachdem er im Jahr 2009 im Rahmen der Kommunalwahl für die CDU antrat und zum Oberbürgermeister der Stadt Aachen gewählt wurde.

## Mitgliedschaften und Ehrenämter (Auswahl)
Neben seinem hauptberuflichen und Verbandspezifischen Verwendungen war und ist Dieter Philipp ehrenamtlich in zahlreichen Gremien tätig und engagiert sich in vielfacher Weise in gesellschaftlichen und sozialen Vereinen und Verbänden, darunter als:
- Aufsichtsratsvorsitzender der Aachener Gesellschaft für Innovation und Technologietransfer (AGIT)[6]
- Aufsichtsratsvorsitzender der WGZ-Bank[7]
- Aufsichtsratsvorsitzender von QualiTec GmbH, einer Tochter der HWK Aachen[8]
- Aufsichtsratsvorsitzender der Gesellschaft für Berufsbildung, Innovation und Werkstoffprüfung mbH (BIW GmbH)[9]
- Vorstandsmitglied des Instituts für Kunststoffverarbeitung[10]
- Vorsitzender des Vereins zur Förderung der Bildungsarbeit in Schloss Raesfeld e. V.[11]
- Vorstandsmitglied im Bildungszentrum Simmerath der Handwerkskammer Aachen (BGZ)[12]
- Vorsitzender des Kuratoriums der WGZ BANK Stiftung[13]
- Kuratoriumsmitglied im Europäischen Verband beruflicher Bildungsträger (EVBB)[14]
- Beteiligung am Aachener „Verlag Wirtschaft und Bildung GmbH & Co KG“ (VWB)[15]
- Geschäftsführer des Stadtmagazins „Bad Aachen[16]“
- Mitgliedschaft im Direktorium der Gesellschaft für die Verleihung des Internationalen Karlspreises zu Aachen e. V. bis September 2022[17]
- Vorstandsvorsitzender der Bürger-Stiftung „Aachener Modell zur Förderung begabter und hochbegabter Kinder“[18]
- Mitglied des Kuratoriums „aktive Bürgerschaft“[19]
- Ehrenmitglied der Karlsschützengilde Aachen[20]

## Besondere Ehrung
In Würdigung seiner Verdienste um den Wiederaufbau der Herz-Jesu-Kathedrale in Sarajevo wurde Dieter Philipp 2012 mit dem Ritterkreuz des päpstlichen Gregoriusorden ausgezeichnet. Nach den schweren Beschädigungen der Kathedrale im Bosnienkrieg von 1992 bis 1995 initiierte der Aachener Pfarrer und später zum Ehrendomherrn der bosnischen Kathedrale ernannte Monsignore Heribert August im Rahmen der Bosnienhilfe die Unterstützung zu deren Wiederaufbau. In diesem Zusammenhang organisierte Dieter Philipp die notwendige Spendensammlung und warb aus seinem umfangreichen Bekanntenkreis die entsprechenden Facharbeiter und Handwerker an, die sich in langwierigen Arbeiten am Wiederaufbau der Kathedrale beteiligten.
Am 1. Juli 2020 wurde er mit dem Verdienstorden des Landes Nordrhein-Westfalen ausgezeichnet.